# 텐구당의 난

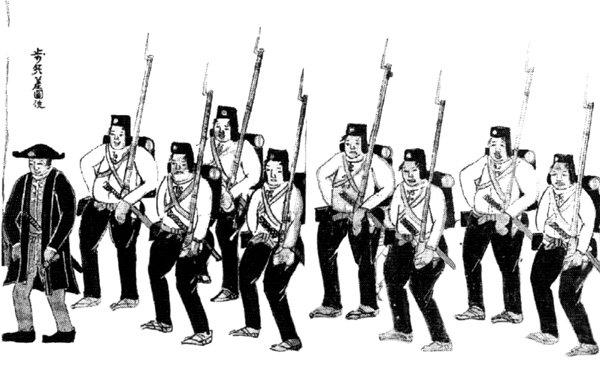

덴구토의 난(天狗党の乱)은 1864년 5월 2일에 일어난 미토번 무사 후지타 고시로등, 존왕양이 과격파에 의해 쓰쿠바 산에서 군사를 일으켰고, 그 후 이것에 관련되어 각지에서 발생한 쟁난(争乱)을 말한다.（1865년 1월 14일에 주도자 투항）

## 배경

### 미토학과 존왕 사상
미토번 번주 제 2대 도쿠가와 미쓰쿠니가 쇼코칸에 대해 대일본사의 편찬을 시작한 이래, 제 10대 도쿠가와 요시아쓰의 손자 도쿠가와 구니유키가 1906년에 완성할 때까지, 대대로 많은 번의 무사들이 사업에 관여하게 된다.
편찬이 진행됨에 따라 사상체계 등이 정비되어, 드디어 미토 학이라 불리는 학문의 일파로 성장하여, 미토 번 무사는 모두 미토학의 존왕(尊王) 사상의 영향을 받게 된다. 미토학은 왕실 즉 천황을 중시하는 경향이 있어 막부로부터 의심의 눈초리를 받는 원인이 되어 막부 정치의 중심에서 멀어지는 원인이 되기도 하였다.

### 파벌간의 대립
《대일본사》의 편찬사업은 에도 시대 중기에 정체기로 들어가지만, 그것을 다시 부흥시킨 자가 다치하라 스이켄이었다. 다치하라의 밑에는 많은 문인이 모여 들었고, 그 중에는 약관 10세에 입문한 후지타 유코쿠도 있었다.
유코쿠는 18세에 막부 로주 마쓰다이라 사다노부가 요청한 '정명론'(正名論)을 제출하는 등 재능을 펼쳤지만 다치하라와의 《대일본사》 편찬을 둘러싼 생각의 차이, 다치하라로부터 근신을 통고받은 와중에 번주 도쿠가와 하루모리에게 봉사(封事, 왕에게 직접 상주하는 의견서)를 제출하였다가 면직되고, 다치하라와는 절교. 사제는 대립의 양상을 띄게 되었다.
1797년 미토 번주 하루모리는 유코쿠의 방식에 따라 《대일본사》의 편찬을 진행하는 것으로 결정하였고, 다치하라는 쇼코칸을 퇴직하였다. 이것에 의해 양자의 대립은 파벌간의 전쟁으로 발전하게 되었다.
그 후, 다치하라 파＝보수파, 후지타 파＝개화파로써 정치적 대립이 계속된다. 개화파를 이은 후지타 도코가 양파의 관계회복에 힘쓰지만, 1855년에 발생한 안세이 대지진으로 인해 도코가 압사, 조정을 맡아 줄 사람을 잃고 항쟁은 단숨에 수렁화되어, 피의 숙청으로 발전한다.
이 항쟁에 의해 양파 모두 거두가 되는 인재를 잃어, 문제를 해결하고 관계를 회복할 힘을 잃어버리고 말았다.

## 거병

### 개화파에서 과격파로
미·일 수호 통상조약에서 국왕의 의사를 무시하는 형태의 조약에 조인을 단행하여, 막부에 격노한 고메이 천황은 막부 정치에 대한 복권(復権)을 꾸미고 있던 미토 번의 조정 공작을 타게 되어, 1858년 9월 14일 직접 밀지를 내린다는 이례적인 행동을 취하게 된다(무오년의 밀칙 참조). 
다이로 이이 나오스케 등의 막부 주류파는 고메이 천황의 이 밀지가 막부를 타도하려는 계획이라고 파악하고, 미토 번에 고메이 천황의 밀지를 막부에 넘기라고 명하는 한편 쇼군 도쿠가와 이에사다의 후계자 문제를 둘러 싼 대립에 미토 번 중심으로, 소위 히토쓰바시파에 가담하고 있던 인물들에 대한 탄압을 가했다(안세이 대옥). 
막부의 칙서 반납 명령에 미토 번 내에서는 옛 보수파를 중심으로 반납하자는 의론(진압파)과, 옛 개화파를 중심으로 반납해서는 안 된다는 의론(과격파)으로 나뉘어 대립하였다. 그 다음해에 조정에서 반납 명령이 나오고서야 막부가 아닌 교토 조정에 반납하는 형태로 번의 의견이 통일된다.
밀지 반납으로 의견이 정해지자 과격파에 대한 탄압은 더욱 더 심해졌다. 또한, 과격파 가운데서는 밀지를 반납하자고 주장한 자들이 사실은 뒤에서 몰래 밀지를 빼돌려 막부에 넘겨준 것 아니냐고 의심하였고, 아예 미토 번을 탈번해 막부로의 밀지 반납을 저지하려 기도한 자도 있었다. 
다카하시 다이치로 등 탈번한 미토 낭사들은, 나가오카(이바라기 현 히가시이바라기 군 이바라기 촌)에 집결하여 동지, 농민 등 수백 명이 이것에 찬동하여 합류했다. 그들은 '대일본지대지충남공초혼표'(大日本至大至忠楠公招魂表)라고 쓴 푯말을 세워 나가오카 여관의 검문을 실시, 에도로 밀지를 반입하려는 것을 색출, 저지하려 하였다.
후에 ‘나가오카 둔집'(長岡屯集)이라고 불리게 되는 이 행동은 진압파를 견제할 정도로 효과가 있었으나, 미토에 남아있는 과격파의 입장이 이로 인해서 더욱 더 위험하게 되었고 근신중이던 전 번주 도쿠가와 나리아키도 "밀지 반납을 저지한다는 것은 곧 하늘의 뜻을 거스르는 것이다"라고 설득하였고, 이에 주요 멤버가 에도에서 해산했다.
탈출한 미토 낭인 무사들은 며칠 뒤, 사쓰마 번의 무사들과 공모하여 에도에서 이이 나오스케를 암살하였다(사쿠라다 문 밖의 변). 1860년9월 29일에 전 미토 번주 나리아키가 병사하면서 이들의 행동은 더욱더 활발해진다. 반년 뒤인 10월 11일에는 다케우치 햐쿠타로등 낭사 37인이 에도의 사쓰마 번저에 쳐들어가 "양이의 선봉이 되라"는 내용의 의견서를 제출한 것을 시작으로 다마쓰쿠리 세력 소동, 영국 공사관 습격사건, 성 아래 문 밖의 변 등을 일으켰다.

### 거병
1862년 봄, 사쓰마 번주 시마즈 히사미쓰의 정략으로 히토쓰바시 요시노부, 마쓰다이라 슌가쿠 두 사람이 정치에 복귀하였다. 슌카쿠는 "쇼군 이에모치는 상경하여 천황께 이제까지의 실정을 진사해야 한다."라고 진언하였고, 두 번에 걸친 칙사 하향(下向)에 대한 막부의 칙명 실행의 확약(미일 화친조약 파기＋양이)은 피할 수 없게 되었다.
쇼군의 상경에 앞서 후견직이었던 요시노부가 먼저 교토에 들어오기로 했지만 아직 요시노부에게는 신뢰할 만한 심복이 없었기에 요시노부의 본가이기도 한 미토 번에 명하여 상경하는데 따르게 하였다.
1863년 2월 3일 히토쓰바시 요시노부가 에도를 나서자, 아흐레 뒤에 미토 번주 도쿠가와 요시아쓰 등이 요시노부를 따라 에도를 떠났다. 그 중에는 다케다 고운사이, 야마구니 효보, 후지타 도코의 넷째 아들 후지타 고시로 등, 훗날 덴구토의 난을 주도하게 될 사람이 여럿 있었다.
그들은 교토에서 조슈 번의 번사 가쓰라 고고로, 구사카 겐즈이, 그 외 교토에 모인 지사들과 교류하며 존왕양이의 뜻을 더욱 더 굳혔다. 더욱 더 후지타는 조슈 번과 도모하여, 동서에서 일제히 군사를 일으켜 막부에게 양이를 독촉하려는 계획을 세웠지만 고운사이가 아직은 시기상조라고 충고하여 실패에 끝났다.
한편 요시노부는 진작에 양이의 실행은 불가능하다고 생각하고 있었고, 쇼군이 상경해 천황을 알현할 때까지 무언가 행동을 일으키지 않으면 쇼군이 양이에 소극적이라고 비난을 받는 처지에 서게 되기 때문에 양이 실행의 기일을 쇼군의 상경 후로부터 한 달 뒤라는 단기간으로 잡아 버렸다. 이로 인해 도리어 실행이 불가능하다는 구실이 생겼고 이것이 후에 과격파의 불만을 폭발시키는 원인이 되어 버린다.
막부는 8월 18일 정변으로 인해 기간을 연기하였지만, 천황의 양이에 대한 의사는 바뀌지 않았고, 요코하마 항 쇄항 독촉이 10월 13일에는 요시노부에게, 10월 26일에는 조정에 입궐한 수석 로주 사카이 다다시게(酒井忠績)에게 행해지면, 기일을 늘리는 공작도 한계가 되어 두 번째 독촉에 드디어 요코하마 항 쇄항 교섭을 개시하였다. 교섭 상대였던 미국, 네덜란드 공사에게는 사전에 ‘조정을 달래기 위해서는 어쩔 수 없다.’ 라고 통고하였기 때문에, 교섭은 은밀히 진행되었다라고 전해지고 있다.
미국, 네덜란드와의 교섭에서 쇄항을 거부하였기 때문에, 10월 31일 미국, 영국, 프랑스, 러시아의 4개국 공사와 회견하도록 설득을 시도하였지만, 이번에는 회견 자체를 거절당한다.
마쓰다이라 가타모리에 의한 조정공작도 있어, 교묘히 양이실행을 늦춘 것에 성공한 막부였지만, 양이파의 불만은 늘어만 갔다.
1864년 3월 26일에 조정이 낸 요코하마 항의 쇄항과 해안 방비 관한 군비에 대해서도 막부에서 아무 계획 없다고 판단한 후지타 고시로는 스스로 양이실행의 선구자가 되어, 군사를 일으킬 뜻을 굳혀 각지를 유세하여 동지와 군비를 모았다.
그리고 1864년 5월 2일、쓰쿠바 산에 집결한 62인의 동지들과 같이 기세를 올려 이윽고 부대를 만들기까지 이른다. 당시 후지타는 23세라고 하는 풋내기여서, 미토 정 부교 다마루이 나노에몬을 설득하여 총대장의 지위를 주었다.
고시로가 군사를 일으킨다는 정보를 들은 미토 번 메쓰케인 야마구니 효보는, 자신의 동생인 다마루이 나노에몬이 총대장을 맡았다는 걸 알게되어 번 주 요시아쓰의 명을 받아 설득하러 가지만, 반대로 덴구토에 가담하게 된다.
거병 후, 각지에서 계속해서 낭인 무사, 마을 주민, 농민들이 집결하여, 수일 후에는 150명, 그 후, 제일 세력이 강했던 시기에는 약 1,000명이라고 하는 대규모집단으로 부풀었다.

## 덴구토의 유래
‘덴구토’라는 이름의 유래에는 두가지 설이 있다.
1. 보수파（문벌파）의 안에서는 대대로 각 문의 집을 받아 상속해온 상급무사들이 많았고, 개화파의 안에서는 하급무사가 많았다. 그로 인해, ‘벼락출세한 놈(덴구)이 나댄다(天狗になっている)’는 모멸의 의미를 담아 보수파가 개화파를 그렇게 불렀던 것에서 전해지고 있다는 설.
2. 개화파는 세상을 바로잡는 자라서, 스스로를 텐구라고 칭했다는 설.

## 거병 후의 쟁난(争乱)

### 보수파에 의한 배격
쓰쿠바 산에 군사를 일으킨데에서 쓰쿠바 세력, 바산 세력 등으로 불린 덴구토에 후지타 고시로의 권유에 동조한 낭인 무사, 번의 무사들, 정의 주민, 농민이나 신관등도 많이 참여하였다.
1864년 5월 8일에는 시모쓰케노 쿠니 닛코（도치키 현 닛코시）로 나아가, 닛코 동조궁으로 향했다. 이곳을 거점으로 하여 양이의 군사활동을 단행하려 하지만, 닛코 부교에게 거절당해 5월 말까지 시모쓰케의 오히라 산에 체재하게 된다.
닛코를 출발한 덴구토은, 히타치로 향했지만, 미토 번 내의 보수파인 이치카와 히로토미가 고도칸의 반 후지타파를 끌어들여 쇼세이 당을 결성하였고, 번 내에서 과격한 배격을 시작한 걸 알아차려 덴구토은 쓰쿠바 산으로 되돌아간다.
도중, 다나카 겐조가 별동대를 조직하여 도치기, 마나베에서 자금 조달을 꾀하지만 실패. 이때 거절당한 울분에 마을에 방화 하여, 덴구토은 ‘폭주’로 인지되었다.
막부는 덴구토 추토(追討)령을 내려, 히타치, 시모쓰케 번의 출병을 명한다. 미토 번도 이것에 응해 이치카와 등을 중심으로 하는 추토군을 결성하여, 1864년 8월 8일에 두 번(番)의 연합군과 덴구토과의 전투가 시작되었다.
시모쓰마 근처의 다호인에서 덴구토의 야습을 받는 등, 추토군은 패주. 이치카와 일행은 미토로 도망쳐 미토 성을 점거, 덴구토에 가담한 자 일족의 저택을 방화, 가족을 투옥하는 등（총살하였다는 이야기도 남아있다.）의 보복을 하였다.
거병 당시에는 존왕양이의 기치 아래에 모인 지사들이었지만, 일가 학대정보에 의해 동요가 일어났다. 다른 번의 지사들은 덴구토의 목적이 미토 번 내의 대립우선에 기울어질 때부터 점차 흩어지기 시작하여, 약 500명이 덴구토과 결별하였다. 그들은 당시 쓰쿠바 산 주변에서 멈춰 있었지만, 후에 요코하마 항 쇄항의 실력행사를 하기 위해 에도로 향해 진격, 가시마 부근에서 막부군에 포위당해, 교전에 패하여 흩어지게 된다.（다나카 겐조의 별동대도 후에 야미조 산에서 흩어졌고, 대부분이 붙잡혀 처형당했다.)
미토 번 무사와 평민을 중심으로 하는 덴구토의 주체는 미토 성으로 향해 이치카와 일파와 교전하지만, 여기에도 패전하여 나카 항 근처까지 퇴각한다.
한편, 교토에 있는 번 주 요시아쓰의 대리인으로써 시도번주 마쓰다이라 요리노리가 막부에 명에 의해 내란진정을 위해 미토로 가지만, 일행 중에는 다케다 고운사이등 과격파의 요인, 존왕양이파의 무사, 평민이 많이 동행하였기 때문에, 이치카와 일행은 전쟁의 준비를 하고, 일행의 입성을 거절한다. 요리노리는 입성하려하는 이치카와와 교섭하지만 미토 교외에서 대치한 양 세력은 전투불능에 빠진다. 요리노리 측은 어쩔 수 없이 퇴각하여, 미토에 가까운 나카 항을 거점으로 포진하였다. 이 나카 항 공략 때에 덴구토의 일대가 요리노리쪽으로 가세한다. 요리노리는 미토 성 아래의 가미세 관으로 전진하여 또 한번 입성교섭을 하지만 이치카와는 거절, 전투는 확대된다. 요리노리 세력은 선전하였지만, 보급과 전투의 종식을 고려해 다시 나카 항으로 후퇴한다.
덴구토의 가세를 받은 요리노리는 이치카와 일당의 공작을 포함하여 막부에 의해 덴구토과 동일시되어 토벌의 대상이 되어버린다. 막부의 토벌군에 포위당한 덴구토는 요리노리 세력과 합류하여 나카 항으로 향했다. 요리노리 세력은 당초, 폭주하던 덴구토과 행동을 같이하는 것에 저항하였지만 이 시기에는 덴구토에 대하는 찬동론이 퍼져, 열세에 있던 요리노리 세력은 덴구토와 합류, 같이 이치카와 세력과 싸우게 되었다. 이 합류에 의하여 덴구토 거병에 반대하였던 다케다 고운사이가 덴구토와 행동을 같이하게 된다.

### 막부에 의한 추격
한번은 패전한 이치카와의 쇼세이토는 막부에 원조를 요청, 나카 항을 포위한다. 막부는 다누마 오키타카를 대장으로 하는 부대를 파견하여 같이 나카 항을 포위한다.
11월 4일 마쓰다이라 요리노리가 "내 속마음을 막부에 호소하겠다"며 막부군을 유인하여 미토 성 아래에서 할복, 요리노리의 가신들 1천여 명이 투항, 후에 사쿠라 번이나 고가 번 등에 맡겨졌다. 덴구토는 대혼란에 빠지지만, 어떻게든 탈번에 성공한 1천여 명이 미토 번 북부의 다이고 촌（현재 이바라키현 다이고 마치）에 집결한다. 여기에서의 회의로 다케다 고운사이가 일행의 총대장이 되어, 막부군의 추격자에게서 도망치는 동시에, 교토로 올라가 히토쓰바시 요시노부를 통해 조정에 존왕양이의 뜻을 전하려고 결심한다. 이전, 마을에 방화하는 등 민중의 반감을 샀던 점을 반성한 덴구토는, 약탈, 살육을 엄금하는 등 군율을 정하였다. 이 군율이 거의 지켜져 통과하는 지역의 백성은 안심하였고, 덴구토를 호의적으로 맞아들인 마을도 적지 않았다.
덴구토는 다케다 고운사이를 총대장으로 군사(軍師)에는 야마구니 효보, 본진에는 다마루이 나노에몬, 보익(輔翼)에 후지타 고시로와 다케우치 햐쿠타로를 중심으로 天勇, 虎勇, 竜勇, 正武, 義勇, 奇兵를 이름으로 한 부대를 결성, 11월 29일에 다이고(大子)를 출발하여, 교토를 목표로 시모쓰케, 고즈케, 시나노, 미노와 약 2개월간 주로 나카센도를 지나 진군을 계속했다.
당연히 여러 번에게 막부에서의 덴구토 추토 명령이 나왔다. 하지만, 덴구토은 수많은 전투를 경험한 정예군으로 일설에는 수십 문(門)의 대포를 소지하여, 그들이 지나는 길에는 작은 번이 많았기에 모두 겁이 나서 엄두도 못 내고 덴구토와 막부군이 통과하는 것을 지켜볼 수밖에 없었다. 급기야 몰래 덴구토과 교섭해, 성 아래의 통행을 피하는 대신 군비금을 헌납한 번도 있었다.
1864년 11월 16일, 조슈(上州) 시모니타에서 추격해온 다카사키번 병사와 교전. 격전 끝에 덴구토 사망자 4명, 다카사키 번 병사 사망자 36명을 내고 패주했다.（시모니타 전쟁）또한, 11월 19일에는 신슈(信州) 스와호 근처의 와다 고개에서 다카시마 번, 마쓰모토 번연합군과 교전하여, 덴구토, 연합군 모두 10명 전후의 사망자를 내었고 덴구토이 승리하였다.（와다 고개 전투）이 때, 덴구토 중에서 힘이 세서 '이마벤케이'(今弁慶)라고 불리었던 후도인 젠카이(不動院全海)라는 인물이 전사, 다카시마 번의 사무라이 기타자와 요사부로(北沢与三郎)는 그 힘을 받겠다며 그의 시체에서 살을 잘라 가지고 돌아와서 된장을 발라 구워 먹었다는 설화가 남아 있다.
다카사키 번 등에게서 대승리를 거둔 것이 더욱 더 덴구토의 명성을 높였고, 그 후의 통과지에서도 전투를 피하는 번이 늘어나, 뒤를 쫓는 막부군도 어느정도 사이를 두고 추적하여 간단하게 전투를 시작하려 하지 않았다.
덴구토 일행은 나카센도를 지나 미노 우누마주쿠(鵜沼宿) 근처까지 도달하지만 주변에는 히코네번, 오가키번, 구와나번, 오와리번, 이누야마 번의 대군이 진을 쳐, 덴구토를 맞이하고 있었다. 이 토벌군을 격파하여 나카센도를 지나 교토에 도착하는 일은 곤란하다고 예상하였기에, 덴구토는 나카센도를 벗어나 북쪽으로 우회하여 교토로 향해 진군을 계속했다.
미토 번 출신의 히토쓰바시 요시노부는 사태의 수습을 위해 스스로 덴구토 추토를 조정에 신청하여 가가번, 아이즈번 세력 등을 거느리고 토벌에 나섰다. 이것을 더해 막부의 토벌군은 더욱 더 강대한 포진을 치고 덴구토의 앞을 막아섰다. 이비주쿠(揖斐宿)에 도착한 덴구토 세력은 비와 호반을 지나서 교토에 도착하기에는 불가능하다고 판단, 더욱 더 북상하여 하에보시(蠅帽子) 고개를 지나 에치젠으로 들어가, 크게 우회하여 교토를 노리기로 하였다. 그 시기는 12월에 접어들었고 추위는 심해져 눈이 쌓인 준험한 고개를 넘는 일은 불가능하리라 여겨졌지만, 덴구토는 이를 무릅쓰고 기어이 에치젠에 들어가는데 성공했다.

### 투항
1865년 1월 8일, 덴구토 일행은 최후의 땅, 에치젠 신보（후쿠이현쓰루가시）에 도착한다. 막부의 추토군은 덴구토의 행선지를 알아내어 전진, 포위하였다. 덴구토 일행은 도쿠가와 요시아쓰와 도쿠가와 요시노부가 자신들의 의견을 들어주리라고 기대하였지만 교토에서 온 막부군이 도쿠가와 요시노부가 거느리고 온 것임을 알아차렸고, 요시노부에게 제출한 탄원서의 수령도 거절당해, 자신들의 뜻이 무너진 것을 깨닫는다.
최전선에서 덴구토와 대진한 가가 번의 군감, 나가하라 진시치로(永原甚七郎) 등은, 저항하지 않고 탄원하려는 덴구토를 동정하여, 다케다 고운사이 등에게 항복을 권고한다. 교섭 결과, 1865년 1월 14일 다케다 고운사이 등 덴구토 간부는 이 이상의 진군은 무의미하다고 판단하여 가가 번에 투항, 덴구토는 무장해제하여 난은 완전히 진압되었다.
당초 가가 번은 그들의 근황의 뜻에 감동받아 꽤 좋은 대접을 해주었다고 한다. 하지만 다누마 오키타카가 거느리는 막부군이 도착하자 강경한 태도로 돌변하여 그들을 포박, 청어 창고에 감금하였다. 그나마도 후지타를 시작으로 주요 인물은 그냥 창고 안에 가두기만 했지만 그 외에는 죄인처럼 차꼬와 족쇄를 채워 집어넣었다. 좁은 청어 창고 안에 많은 사람이 밀어넣어져, 식사는 하루에 주먹밥 하나와 더운 물 한 잔밖에 주어지지 않았다. 혹한 에 생선 비린내에 용변 냄새까지 뒤엉킨 창고 안에서 쓰러지는 자가 속출하여 병사자가 20명 이상이 나왔고 전해진다.
가가 번은 "덴구토의 행동은 그저 '근왕'(勤王)이라는 뜻으로 움직이고자 한 것이니 관대한 처분을 바란다"는 탄원서를 막부에 제출하여 그들의 구명을 신청하였지만 동정론이나 과격파에 의한 거병을 막기 위해서도 막부는 덴구토에 대한 전원 처형을 결정했다. 3월 1일, 다케다 고운사이 등 간부가 라이코 사(来迎寺) 경내에서 참수된 걸 시작으로, 3월 20일까지 353명이 참수, 그 외는 귀양, 추방 등의 처분이 내려졌다.
덧붙여 귀향 처분된 다케다 긴지로 이하 110명은, 오바마번에 맡겨져 근신 처분되었다. 번에서는 번사에 버금가는 대우를 받아, 사가키（후쿠이현 미하마정 사가키）에 수용을 위한 저택을 지어 후대하였다고 한다. 1868년, 조정에서 미토로 돌아올 것을 명받아 사카기를 떠났다.

## 주도자에게의 재정
이름, 처형일 (구력）, 사세구 순으로 기재.

### 참수한 뒤, 미토에 효수
수급은 소금에 절인 뒤, 미토에 보내져, 4월 20일부터 3일간, 미토 성 아래를 돌렸다. 또한 나카 항에 효수되었다.
| 다케다 고운사이   | 3월 1일（2월 4일）   | かたしきて寝ぬる鎧の袖の上におもひぞつもる越のしら雪    |
| 다케다 고운사이   | 3월 1일（2월 4일）   | 雨あられ矢玉のなかはいとはねど進みかねたる駒が嶺の雪    |
| 다마루이 나노에몬 | 3월 1일（2월 4일）   |                                                         |
| 야마구니 효보     | 3월 1일（2월 4일）   | ゆく先は冥土の鬼と一と勝負                              |
| 후지타 고시로     | 3월 20일（2월 23일） | かねてよりおもひそめにし真心を けふ大君につげてうれしき |
| 후지타 고시로     | 3월 20일（2월 23일） | さく梅は風にはかなくちるとても にほひは君が袖にうつして |

## 난(乱) 후
난이 진압되자 미토번에서는 쇼세이토가 중심이 되어, 다케다 고운사이의 처자를 비롯해 난에 가담한 자의 식솔들을 모두 처형했다. 하지만 덴구토 가운데 일부 사면된 자들은 조슈의 지원을 받아 교토에 잠복하면서 혼코쿠지토(本国寺党)라고 자칭하여 복권을 노리고 행동하였다.
한편, 보수파에 의한 완전히 좌막파가 된 미토 번에 대해, 무진 전쟁이 발발하면, 쇼세이토에 대한 추토명령이 조정에서 나왔다. 이것에 의해, 혼코쿠지토를 선두로 하는 덴구토의 잔당이 계속해서 미토 번으로 되돌아왔다. 이를 호기로 본 옛 덴구토 일파들이 단번에 기세를 역전하여, 이번에는 쇼세이토를 진압하였다.
이치카와 히로토미 등 쇼세이토는 미토 번에서 나가, 호쿠에쓰 전쟁, 아이즈 전쟁에 참전하였다. 신정부군을 상대로 선전하기도 했지만, 도호쿠에서의 전선은 차츰 신정부군으로 승기가 기울어갔고, 패주한 일행은 덴구토가 정권을 쥔 미토 번으로 돌아와 미토 성을 기습하였다(고도칸 전쟁). 하지만, 미토 성은 쇼세이토의 공세에 견뎌냈고, 공격에 지친 쇼세이토는 미토를 탈출, 계속해서 신정부군이나 미토 번 군사와 전투를 계속하였지만 시모우사 요우카 시장의 전투에서 괴멸,（마쓰야마 전쟁）이치카와를 시작으로, 쇼세이토의 많은 인사가 처형되었다. 번의 실권은 다케다 긴지로 등 덴구토가 장악하여, 쇼세이토에 대한 박해는 격화되었다. 번의 무사들 뿐만 아니라, 농민, 마을 주민 사이에서도 처참한 보복이나 린치가 전개되었다.
거듭된 내부 항쟁으로 많은 피를 흘렸고, 숱한 인재들이 죽거나 흩어져 버렸다. 막부 말기의 격동 속에서 한때 한 축으로 활약한했던 미토 번도, 그나마 남아 있던 인재들을 모두 잃어 메이지 시대가 되어서는 신정부 요인 가운데 미토 번 출신은 1명밖에 되지 못하였다.

## 같이 보기
- 미토번
- 신푸렌의 난